# Reflektor lotniskowy APM-90M
APM-90M – samochodowy reflektor lotniskowy produkcji radzieckiej. 

## Opis

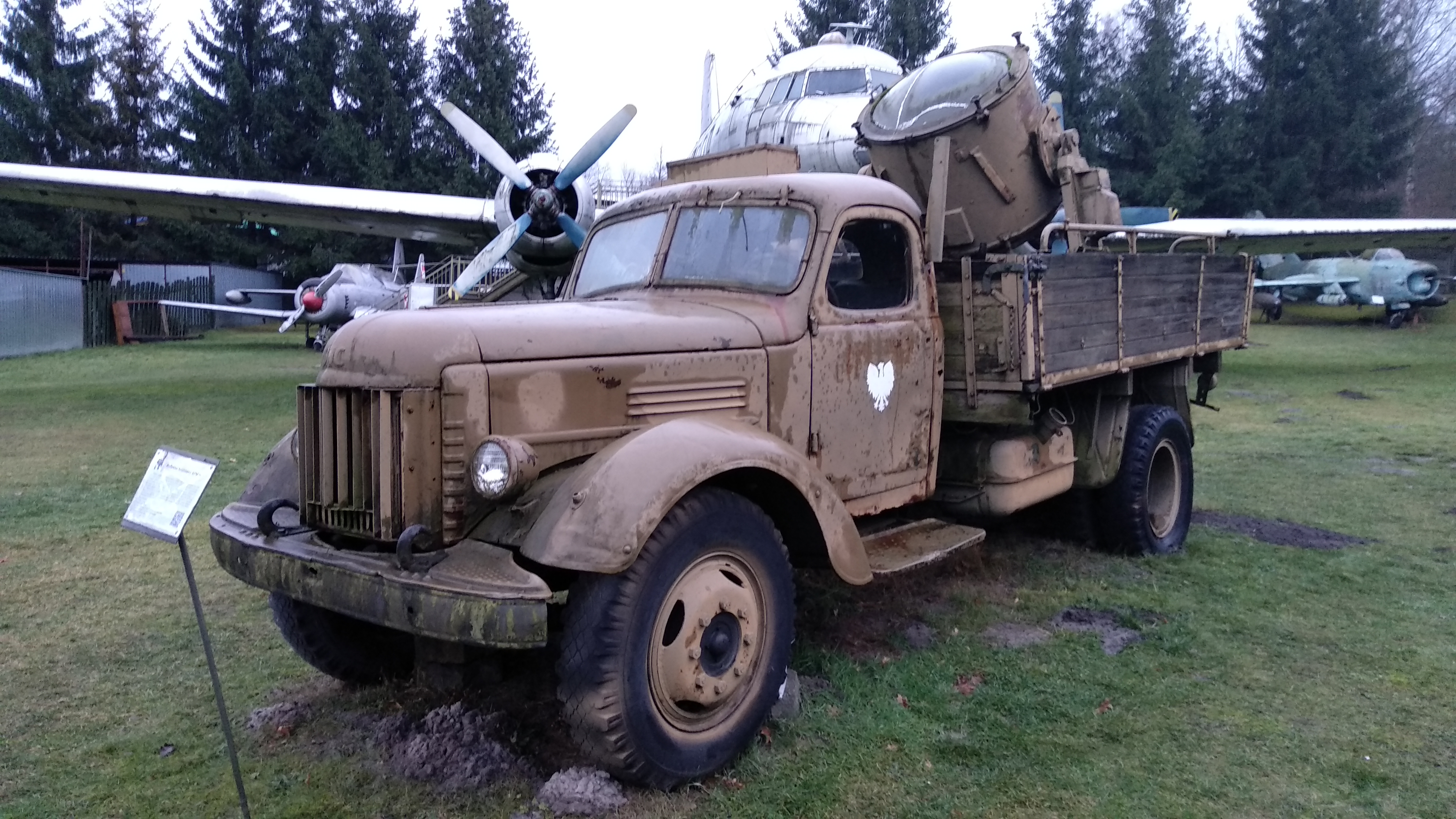
Reflektor lotniskowy APM-90 w Muzeum im. Orła Białego

Reflektor lotniskowy APM-90 został opracowany w latach 50. XX wieku.
Używany był jako:
- Lampa oświetlająca teren lotniska podczas nocnych lotów[1];
- Reflektor prowadzący samoloty do lądowania lub znaczący różne lokalizacje na ziemi i w powietrzu[1][3];
- Mobilna aparatura zasilająca o mocy do 17,5 kW i napięciu 110 V.

Pierwotnie instalowany był na podwoziu samochodu ciężarowego ZiS-150 (ZiŁ-150), używano także podwozi ZiŁ-164, ZiŁ-130, ZiŁ-431410 oraz Praga V3S. Zestaw reflektora instalowany był w centralnej części nadwozia, w przedniej znajdował się agregat prądotwórczy podłączony do silnika pojazdu. 
Urządzenie to wykorzystywane było przez siły powietrzne krajów Układu Warszawskiego, a także przez inne służby tychże krajów, np. straż graniczną. Od lat 80. było zastępowane zestawem reflektorowym APP-90PM na podwoziu samochodu UAZ-452D (UAZ-3303). 
Używane jako urządzenia lotniskowe m.in. w Polsce, w Rosji i na Białorusi.
Zestaw składa się z:
- lampy z podstawą;
- agregatu prądotwórczego o mocy 12-17,5 kW[1];
- zestawu narzędzi i części zapasowych[2];
- pojazdu transportowego ZiŁ-130[1][2].

Zestaw może być zasilany z własnego agregatu lub z sieci zewnętrznej.

## Dane techniczne
Lampa łukowa (elektrody węglowe)
- Średnica lustra: 900 mm;
- Typ: intensywnego palenia;
- Sterowanie elektrodami: ręczne lub automatyczne z kierowaniem ręcznym;
- Rozpalanie łuku: natychmiastowe, za pomocą trzeciej elektrody;
- Typ używanych elektrod: 16-150;
- Długość elektrody dodatniej: 550 mm, średnica: 16 mm[1], wysunięcie: 34 mm;
- Długość elektrody ujemnej: 330 mm, średnica: 11 mm[1], wysunięcie: 32 mm;
- Długość trzeciej elektrody: 56 mm, średnica: 11 mm[1], wysunięcie: 34 mm;
- Napięcie: 80 ± 2 V;
- Natężenie prądu: 150 A;
- Maksymalne natężenie światła: 135 mln kandeli[2];
- Czas pracy na jednym zestawie elektrod: 1 godz. 15 minut[1].

- Widoczność błysków przy obrocie lampy:
  - dla wysokości 1000 m: 75 km,
  - dla wysokości 4000 m: 125 km.
- Widoczność strumienia światła dla samolotów na wysokości 1000–4000 m: 25 km[1].
- Obrót lampy: w płaszczyźnie poziomej 360°;
- Wychylenie lampy: w płaszczyźnie poziomej od 30°do 180°, w płaszczyźnie pionowej od 30° do 85°.

Wymiary urządzenia (położenie marszowe/robocze):
- Długość: 6700/7450 mm
- Szerokość: 2500/4070 mm
- Wysokość: 3300/4250 mm
- Waga: 8525 kg[1]
- Obsługa: 2 ludzi